# Netball Nations Cup 2006

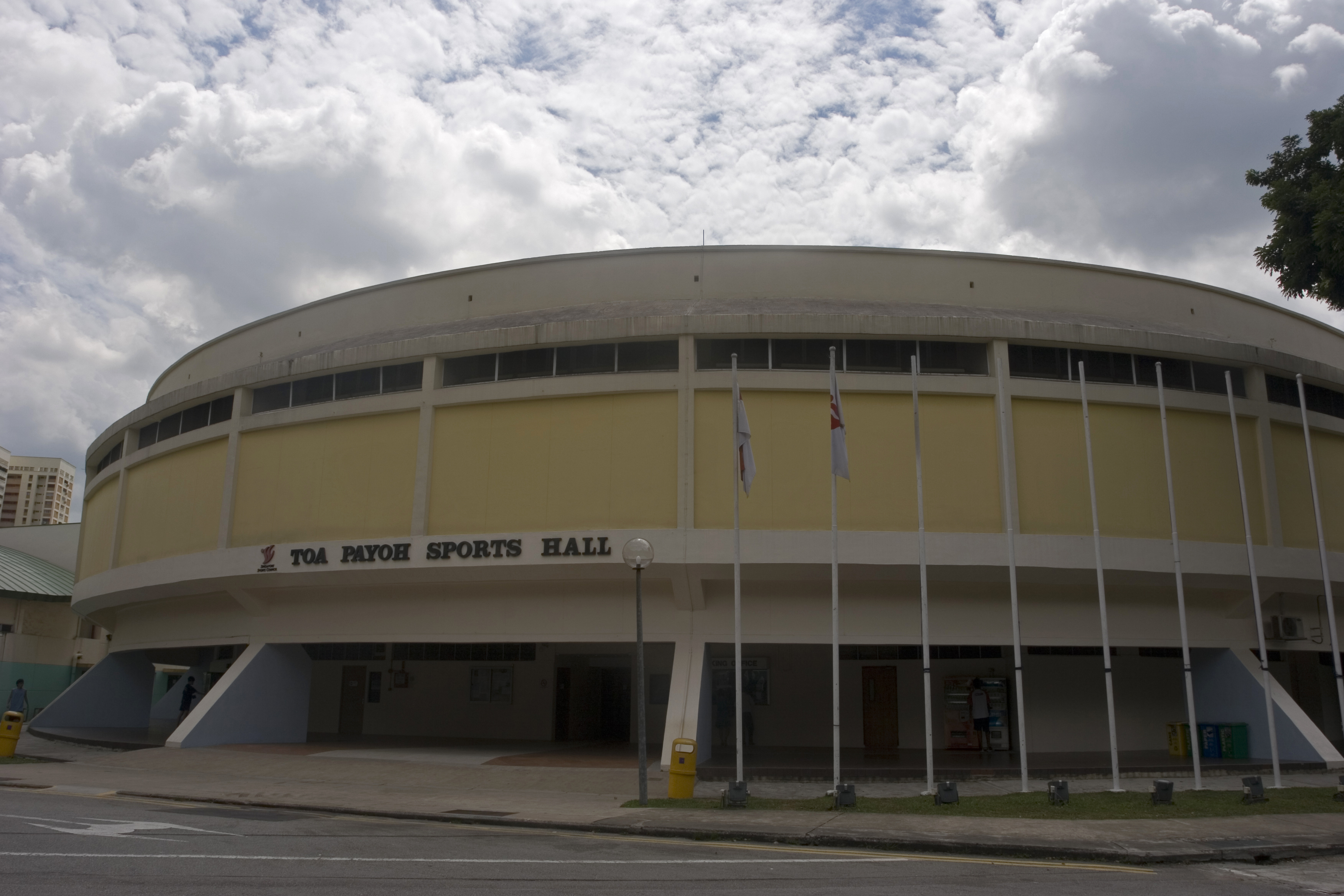
Die Toa Payoh Sports Hall diente zwischen 2006 und 2013 als Austragungsort für den Netball Nations Cup.

Der erste Netball Nations Cup 2006 (offiziell: 4 Nations Netball Cup) wurde vom 6. bis zum 9. Dezember 2006 in der Toa Payoh Sports Hall in Toa Payoh (Singapur) ausgetragen. Das Turnier mit vier teilnehmenden Mannschaften gewann Gastgeber Singapur vor Papua-Neuguinea und Schottland.

## Hauptrunde
Die Hauptrunde des Netball Nations Cup fand als einfaches Rundenturnier (Jeder gegen Jeden) statt.
| Pl. | Land            | Sp. | S | U | N | Tore      | Diff. | Punkte |
| --- | --------------- | --- | - | - | - | --------- | ----- | ------ |
| 1.  | Papua-Neuguinea | 3   | 3 | 0 | 0 | 0162:1350 | +27   | 6      |
| 2.  | Singapur        | 3   | 2 | 0 | 1 | 0150:1290 | +21   | 4      |
| 3.  | Schottland      | 3   | 1 | 0 | 2 | 0126:1200 | +6    | 2      |
| 4.  | Kanada          | 3   | 0 | 0 | 3 | 0102:1560 | −54   | 0      |

|                 | Papua-Neuguinea | Singapur | Schottland | Kanada |
| --------------- | --------------- | -------- | ---------- | ------ |
| Papua-Neuguinea | —               | 60:50    | 48:43      | 54:42  |
| Singapur        |                 | —        | 44:37      | 56:32  |
| Schottland      |                 |          | —          | 46:28  |
| Kanada          |                 |          |            | —      |

## Platzierungsrunde
In einem spannenden Finale vor 2.000 Zuschauern setzte sich der Gastgeber knapp mit 46:41 gegen Papua-Neuguinea durch (9:10, 23:15, 33:30).
|  | Finale          |    |
|  |                 |    |
|  | 9. Dezember     |    |
|  | Papua-Neuguinea | 41 |
|  | Singapur        | 46 |

|  | Spiel um Platz 3 |    |
|  |                  |    |
|  | 9. Dezember      |    |
|  | Schottland       | 55 |
|  | = Kanada         | 38 |

## Endergebnis
| Pl. | Land            | Sp. | S | U | N | Tore      | Diff. | Punkte |
| --- | --------------- | --- | - | - | - | --------- | ----- | ------ |
| 1.  | Singapur        | 4   | 3 | 0 | 1 | 0196:1700 | +26   | 6      |
| 2.  | Papua-Neuguinea | 4   | 3 | 0 | 1 | 0203:1810 | +22   | 6      |
| 3.  | Schottland      | 4   | 2 | 0 | 2 | 0181:1580 | +23   | 4      |
| 4.  | Kanada          | 4   | 0 | 0 | 4 | 0140:2110 | −71   | 0      |